# Allium khozratense
Allium khozratense är en amaryllisväxtart som beskrevs av Reinhard M. Fritsch. Allium khozratense ingår i släktet lökar, och familjen amaryllisväxter.
Artens utbredningsområde är Tadzjikistan. Inga underarter finns listade i Catalogue of Life.